# Ligue 1 2003-2004
La Ligue 1 2003-2004 è stata la 66ª edizione della massima serie del campionato francese di calcio, disputato tra il 1º agosto 2003 e il 26 maggio 2004 e concluso con la vittoria dell'Olympique Lione, al suo terzo titolo.
Capocannoniere del torneo è stato Djibril Cissé (Auxerre) con 26 reti.

## Classifica finale
|  | Pos. | Squadra             | Pt | G  | V  | N  | P  | GF | GS | DR  |
|  | ---- | ------------------- | -- | -- | -- | -- | -- | -- | -- | --- |
|  | 1.   | Olympique Lione     | 79 | 38 | 24 | 7  | 7  | 64 | 26 | +38 |
|  | 2.   | Paris Saint-Germain | 76 | 38 | 22 | 10 | 6  | 50 | 28 | +22 |
|  | 3.   | Monaco              | 75 | 38 | 21 | 12 | 5  | 59 | 30 | +29 |
|  | 4.   | Auxerre             | 65 | 38 | 19 | 8  | 11 | 60 | 34 | +26 |
|  | 5.   | Sochaux             | 63 | 38 | 18 | 9  | 11 | 54 | 42 | +12 |
|  | 6.   | Nantes              | 60 | 38 | 17 | 9  | 12 | 47 | 35 | +12 |
|  | 7.   | Olympique Marsiglia | 57 | 38 | 17 | 6  | 15 | 51 | 45 | +6  |
|  | 8.   | Lens                | 53 | 38 | 15 | 8  | 15 | 34 | 48 | -14 |
|  | 9.   | Rennes              | 52 | 38 | 14 | 10 | 14 | 56 | 44 | +12 |
|  | 10.  | Lilla               | 51 | 38 | 14 | 9  | 15 | 41 | 41 | 0   |
|  | 11.  | Nizza               | 50 | 38 | 11 | 17 | 10 | 42 | 39 | +3  |
|  | 12.  | Bordeaux            | 50 | 38 | 13 | 11 | 14 | 40 | 43 | -3  |
|  | 13.  | Strasburgo          | 43 | 38 | 10 | 13 | 15 | 43 | 50 | -7  |
|  | 14.  | Metz                | 42 | 38 | 11 | 9  | 18 | 34 | 42 | -8  |
|  | 15.  | Ajaccio             | 40 | 38 | 10 | 10 | 18 | 33 | 55 | -22 |
|  | 16.  | Tolosa              | 39 | 38 | 9  | 12 | 17 | 31 | 44 | -13 |
|  | 17.  | Bastia              | 39 | 38 | 9  | 12 | 17 | 33 | 49 | -16 |
|  | 18.  | Guingamp            | 38 | 38 | 10 | 8  | 20 | 36 | 58 | -22 |
|  | 19.  | Le Mans             | 38 | 38 | 9  | 11 | 18 | 35 | 57 | -22 |
|  | 20.  | Montpellier         | 31 | 38 | 8  | 7  | 23 | 41 | 74 | -33 |

Legenda:
      Campione di Francia e ammessa alla fase a gironi della UEFA Champions League 2004-2005.
      Ammessa alla fase a gironi della UEFA Champions League 2004-2005.
      Ammessa al terzo turno di qualificazione della UEFA Champions League 2004-2005.
      Ammesse al primo turno di Coppa UEFA 2004-2005.
      Ammesse alla Coppa Intertoto 2004-2005.
      Retrocesse in Ligue 2 2004-2005.
Note:
Tre punti a vittoria, uno a pareggio, zero a sconfitta.

## Statistiche

### Individuali

#### Classifica marcatori
| Gol | Rigori |  | Giocatore              | Squadra                        |
| --- | ------ |  | ---------------------- | ------------------------------ |
| 26  |        |  | Djibril Cissé          | Auxerre                        |
| 20  |        |  | Alexander Frei         | Stade Rennes                   |
| 19  | 3      |  | Didier Drogba          | Olympique Marsiglia            |
| 18  | 2      |  | Pedro Pauleta          | Paris Saint-Germain            |
| 17  | 3      |  | Pierre-Alain Frau      | Sochaux                        |
| 16  | 4      |  | Habib Bamogo           | Montpellier                    |
| 16  | 1      |  | Péguy Luyindula        | Olympique Lione                |
| 14  |        |  | Francileudo dos Santos | Sochaux                        |
| 13  | 1      |  | Ludovic Giuly          | Monaco                         |
| 13  | 1      |  | Vladimir Manchev       | Lilla                          |
| 12  | 1      |  | Danijel Ljuboja        | Paris Saint-Germain Strasburgo |
| 12  |        |  | Toifilou Maoulida      | Metz Rennes                    |
| 11  |        |  | Daniel Cousin          | Le Mans                        |
| 11  | 1      |  | Viorel Moldovan        | Nantes                         |

| Controllo di autorità | J9U (EN, HE) 987007554974105171 |